# بنیخوفار
بِنیخُفار (به اسپانیایی: Benijófar) دهستانی در استان آلیکانتهٔ اسپانیا است.
در این دهستان ۳٬۹۰۰ نفر زندگی می‌کنند. مساحت این دهستان ۴٫۲۸ کیلومتر مربع است.